# Опарин, Григорий Алексеевич
Григо́рий Алексе́евич Опа́рин (род. 1 июля 1997, Мюнхен) — американский (ранее — российский) шахматист, гроссмейстер (2013), мастер спорта России (2013). Неоднократный победитель и призёр российских и международных турниров. Серебряный (2017) и бронзовый (2019) призёр командного чемпионата России.

## Биография
Опарин родился в Мюнхене, его родители работали в Институте квантовой оптики. Позже переехал в Москву, где занимался в Центре внешкольной работы (Раменки) с кандидатом в мастера спорта Эдуардом Бобкиным, затем поступил в СДЮСШОР «Юность Москвы». После первых юношеских достижений Опарин начал заниматься с Анатолием Быховским и Сергеем Домлатовым. В 2011 году Опарин стал международным мастером. Серебряный призёр Олимпиады в составе сборной России до 16 лет в 2013 году (получил золотую медаль на второй доске) и чемпион России до 21 года в 2014 году.

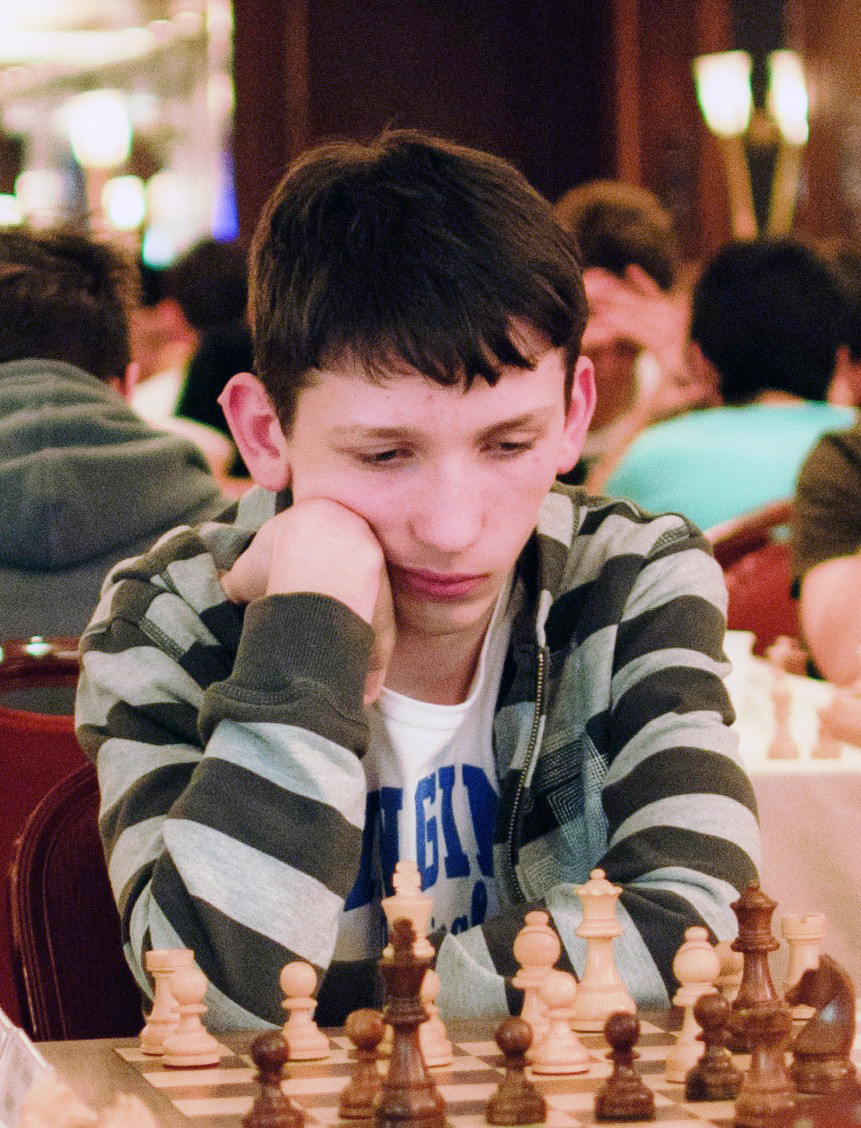
В 2012 году

В 2012 году занял 3-е место в турнире World Youth Stars в Киришах. В сентябре 2013 года выиграл опен-турнир в Триесте, выполнив последнюю норму гроссмейстера.
В 2016 году Опарин выиграл Высшую лигу чемпионата России и вышел в Суперфинал, набрав 5½ из 11. После этого он выиграл турнир поколений «Щелкунчик», победив на тай-брейке Алексея Широва и квалифицировался в Kortchnoi Zurich Chess Challenge 2017, но занял последнее место.
Опарин учился в Российском государственном гуманитарном университете и вместе с Михаилом Антиповым играл за команду вуза в студенческой лиге Москвы. В Испании выступал за клуб «Magic», в Хорватии — за команду «Solin». Помогал Фабиано Каруане на нескольких международных турнирах, после того как стал представлять США.
В 2021 году занял 3-е место в Большой Швейцарке ФИДЕ и квалифицировался в Гран-при ФИДЕ 2022, но в первом этапе занял последнее место в группе B. В 2022 году стал бронзовым призёром Кубка мэра Казани.
Участник Кубков мира 2019 и 2021. В 2019 году уступил в первом раунде Сергею Мовсесяну. В 2021 году выиграл у Ранинду Дильшан Лиянажa и Богдана-Даньела Дяка, но на стадии 1/32 уступил Сергею Карякину.